# Vstupní draft NHL 1998
Vstupní draft NHL 1998 byl 37. vstupním draftem v historii NHL.

## Výběry v draftu
Výběry v jednotlivých kolech:
- 1. kolo
- 2. kolo
- 3. kolo
- 4. kolo
- 5. kolo
- 6. kolo
- 7. kolo
- 8. kolo
- 9. kolo

| Hráč který byl nominován do utkání hvězd NHL.                           |
| Hráč vybraný do utkání hvězd NHL a také do ideální sestavy ročníku NHL. |

### 1. kolo
| Výběr | Hráč               | Pozice          | Národnost  | Tým NHL                                       | Vysokoškolský/juniorský/tehdejší tým |
| ----- | ------------------ | --------------- | ---------- | --------------------------------------------- | ------------------------------------ |
| 1     | Vincent Lecavalier | Střední útočník | Kanada     | Tampa Bay Lightning ze San Jose via Florida   | Rimouski Océanic (QMJHL)             |
| 2     | David Legwand      | Střední útočník | USA        | Nashville Predators ze San Jose via Tampa Bay | Plymouth Whalers (OHL)               |
| 3     | Brad Stuart        | Obránce         | Kanada     | San Jose Sharks z Nashvillu                   | Regina Pats (WHL)                    |
| 4     | Bryan Allen        | Obránce         | Kanada     | Vancouver Canucks                             | Oshawa Generals (OHL)                |
| 5     | Vitalij Višněvskij | Obránce         | Ukrajina   | Mighty Ducks of Anaheim                       | Lokomotiv Jaroslavl (Rusko)          |
| 6     | Rico Fata          | Pravé křídlo    | Kanada     | Calgary Flames                                | London Knights (OHL)                 |
| 7     | Manny Malhotra     | Střední útočník | Kanada     | New York Rangers                              | Guelph Storm (OHL)                   |
| 8     | Mark Bell          | Střední útočník | Kanada     | Chicago Blackhawks z Toronta                  | Ottawa 67s (OHL)                     |
| 9     | Michael Rupp       | Levé křídlo     | USA        | New York Islanders                            | Erie Otters (OHL)                    |
| 10    | Nikolaj Antropov   | Střední útočník | Kazachstán | Toronto Maple Leafs z Chicaga                 | Ust-Kamenogorsk (Kazakhstan)         |
| 11    | Jeff Heerema       | Pravé křídlo    | Kanada     | Carolina Hurricanes                           | Sarnia Sting (OHL)                   |
| 12    | Alex Tanguay       | Střední útočník | Kanada     | Colorado Avalanche ze San Jose                | Halifax Mooseheads (QMJHL)           |
| 13    | Michael Henrich    | Pravé křídlo    | Kanada     | Edmonton Oilers                               | Barrie Colts (OHL)                   |
| 14    | Patrick DesRochers | Brankář         | Kanada     | Phoenix Coyotes                               | Sarnia Sting (OHL)                   |
| 15    | Mathieu Chouinard  | Brankář         | Kanada     | Ottawa Senators                               | Shawinigan Cataractes (QMJHL)        |
| 16    | Éric Chouinard     | Střední útočník | Kanada     | Montreal Canadiens                            | Quebec Remparts (QMJHL)              |
| 17    | Martin Škoula      | Obránce         | Česko      | Colorado Avalanche z Los Angeles              | Barrie Colts (OHL)                   |
| 18    | Dmitrij Kalinin    | Obránce         | Rusko      | Buffalo Sabres                                | Traktor Čeljabinsk (Rusko)           |
| 19    | Robyn Regehr       | Obránce         | Kanada     | Colorado Avalanche z Bostonu                  | Kamloops Blazers (WHL)               |
| 20    | Scott Parker       | Pravé křídlo    | Kanada     | Colorado Avalanche z Washingtonu              | Kelowna Rockets (WHL)                |
| 21    | Mathieu Biron      | Obránce         | Kanada     | Los Angeles Kings z Colorada                  | Shawinigan Cataractes (QMJHL)        |
| 22    | Simon Gagné        | Střední útočník | Kanada     | Philadelphia Flyers                           | Quebec Remparts (QMJHL)              |
| 23    | Milan Kraft        | Pravé křídlo    | Česko      | Pittsburgh Penguins                           | HC Keramika Plzeň (Česko)            |
| 24    | Christian Bäckman  | Obránce         | Švédsko    | St. Louis Blues                               | Frolunda HC (Švédsko)                |
| 25    | Jiří Fischer       | Obránce         | Česko      | Detroit Red Wings                             | Hull Olympiques (QMJHL)              |
| 26    | Mike Van Ryn       | Obránce         | Kanada     | New Jersey Devils                             | University of Michigan (CCHA)        |
| 27    | Scott Gomez        | Střední útočník | USA        | New Jersey Devils z Dallasu                   | Tri-City Americans (WHL)             |

### 2. kolo
| Výběr | Hráč               | Pozice          | Národnost | Tým NHL                                   | Vysokoškolský/juniorský/tehdejší tým      |
| ----- | ------------------ | --------------- | --------- | ----------------------------------------- | ----------------------------------------- |
| 28    | Ramzi Abid         | Levé křídlo     | Kanada    | Colorado Avalanche z Tampy Bay            | Chicoutimi Saguenéens (QMJHL)             |
| 29    | Jonathan Cheechoo  | Pravé křídlo    | Kanada    | San Jose Sharks z Nashvillu               | Belleville Bulls (OHL)                    |
| 30    | Kyle Rossiter      | Obránce         | Kanada    | Florida Panthers                          | Spokane Chiefs (WHL)                      |
| 31    | Artěm Čubarov      | Střední útočník | Rusko     | Vancouver Canucks                         | HC Dynamo Moskva (Rusko)                  |
| 32    | Stephen Peat       | Pravé křídlo    | Kanada    | Anaheim Mighty Ducks                      | Red Deer Rebels (WHL)                     |
| 33    | Blair Betts        | Střední útočník | Kanada    | Calgary Flames                            | Prince George Cougars (WHL)               |
| 34    | Andrew Peters      | Levé křídlo     | Kanada    | Buffalo Sabres z New York Rangers         | Oshawa Generals (OHL)                     |
| 35    | Petr Svoboda       | Obránce         | Česko     | Toronto Maple Leafs                       | HC Havlíčkův Brod (Česko)                 |
| 36    | Chris Nielsen      | Střední útočník | Kanada    | New York Islanders                        | Calgary Hitmen (WHL)                      |
| 37    | Christian Berglund | Střední útočník | Švédsko   | New Jersey Devils                         | Farjestads BK (Švédsko)                   |
| 38    | Philippe Sauvé     | Brankář         | USA       | Colorado Avalanche z Chicaga              | Rimouski Océanic (QMJHL)                  |
| 39    | John Erskine       | Obránce         | Kanada    | Dallas Stars z Colorada via New Jersey    | London Knights (OHL)                      |
| 40    | Randy Copley       | Levé křídlo     | Kanada    | New York Rangers                          | Cape Breton Screaming Eagles (QMJHL)      |
| 41    | Maxim Linnik       | Obránce         | Rusko     | St. Louis Blues                           | St. Thomas Jr. B (St. Thomas, ON)         |
| 42    | Jason Beckett      | Obránce         | Kanada    | Philadelphia Flyers z Edmontonu           | Seattle Thunderbirds (WHL)                |
| 43    | Ossi Väänänen      | Obránce         | Finsko    | Phoenix Coyotes                           | Jokerit (Finsko)                          |
| 44    | Mike Fisher        | Střední útočník | Kanada    | Ottawa Senators                           | Sudbury Wolves (OHL)                      |
| 45    | Mike Ribeiro       | Střední útočník | Kanada    | Montreal Canadiens                        | Rouyn-Noranda Huskies (QMJHL)             |
| 46    | Justin Papineau    | Střední útočník | Kanada    | Los Angeles Kings                         | Belleville Bulls (OHL)                    |
| 47    | Norm Milley        | Pravé křídlo    | Kanada    | Buffalo Sabres                            | Sudbury Wolves (OHL)                      |
| 48    | Jonathan Girard    | Obránce         | Kanada    | Boston Bruins                             | Laval Titan College Francais (QMJHL)      |
| 49    | Jomar Cruz         | Brankář         | Kanada    | Washington Capitals                       | Brandon Wheat Kings (WHL)                 |
| 50    | Jaroslav Kristek   | Pravé křídlo    | Česko     | Buffalo Sabres ze San Jose přes Colorado  | HC Zlín (Česko)                           |
| 51    | Ian Forbes         | Obránce         | Kanada    | Philadelphia Flyers                       | Guelph Storm (OHL)                        |
| 52    | Bobby Allen        | Obránce         | USA       | Boston Bruins                             | Boston College (Hockey East)              |
| 53    | Steve Moore        | Střední útočník | Kanada    | Colorado Avalanche                        | Harvard University (Cambridge, MA) (ECAC) |
| 54    | Alexandr Zevachin  | Levé křídlo     | Rusko     | Pittsburgh Penguins                       | CSKA Moskva (Rusko)                       |
| 55    | Ryan Barnes        | Levé křídlo     | Kanada    | Detroit Red Wings ze St. Louis            | Sudbury Wolves (OHL)                      |
| 56    | Tomek Valtonen     | Levé křídlo     | Finsko    | Detroit Red Wings                         | Ilves (Finsko)                            |
| 57    | Tyler Bouck        | Pravé křídlo    | Kanada    | Dallas Stars z New Jersey                 | Prince George Cougars (WHL)               |
| 58    | Chris Bala         | Levé křídlo     | USA       | Ottawa Senators z Philadelphia via Dallas | Harvard University (ECAC)                 |

### 3. kolo
| Výběr | Hráč                | Pozice          | Národnost | Tým NHL                                       | Vysokoškolský/juniorský/tehdejší tým |
| ----- | ------------------- | --------------- | --------- | --------------------------------------------- | ------------------------------------ |
| 59    | Todd Hornung        | Střední útočník | Kanada    | Washington Capitals z Tampy Bay               | Portland Winter Hawks (WHL)          |
| 60    | Denis Archipov      | Střední útočník | Rusko     | Nashville Predators                           | Ak Bars Kazaň (Rusko)                |
| 61    | Joe DiPenta         | Obránce         | Kanada    | Florida Panthers                              | Boston University (Hockey East)      |
| 62    | Paul Manning        | Obránce         | Kanada    | Calgary Flames z Caroliny via Vancouver       | Colorado College (WCHA)              |
| 63    | Lance Ward          | Obránce         | Kanada    | Florida Panthers z Colorada via Anaheim       | Red Deer Rebels (WHL)                |
| 64    | Brad Richards       | Střední útočník | Kanada    | Tampa Bay Lightning z Calgary                 | Rimouski Océanic (QMJHL)             |
| 65    | Eric Laplante       | Levé křídlo     | Kanada    | San Jose Sharks                               | Halifax Mooseheads (QMJHL)           |
| 66    | Jason LaBarbera     | Brankář         | Kanada    | New York Rangers                              | Portland Winter Hawks (WHL)          |
| 67    | Alex Henry          | Obránce         | Kanada    | Edmonton Oilers z Tampy Bay via Toronto       | London Knights (OHL)                 |
| 68    | Jarkko Ruutu        | Levé křídlo     | Finsko    | Vancouver Canucks z New York Islanders        | HIFK (Finsko)                        |
| 69    | Jamie Hodson        | Brankář         | Kanada    | Toronto Maple Leafs z Chicaga                 | Brandon Wheat Kings (WHL)            |
| 70    | Kevin Holdridge     | Obránce         | Kanada    | Carolina Hurricanes                           | Plymouth Whalers (OHL)               |
| 71    | Erik Cole           | Levé křídlo     | USA       | Carolina Hurricanes ze San Jose               | Clarkson University (ECAC)           |
| 72    | Dmitrij Afanasenkov | Levé křídlo     | Rusko     | Tampa Bay Lightning z Edmontonu               | Lokomotiv Jaroslavl (Rusko)          |
| 73    | Pat O'Leary         | Střední útočník | USA       | Phoenix Coyotes                               | Armstrong H.S. (USHS)                |
| 74    | Julien Vauclair     | Obránce         | Švýcarsko | Ottawa Senators                               | HC Lugano (Swiss A)                  |
| 75    | François Beauchemin | Obránce         | Kanada    | Montreal Canadiens                            | Laval Titan College Francais (QMJHL) |
| 76    | Alexej Volkov       | Brankář         | Rusko     | Los Angeles Kings                             | Krylja-2 Sovětov (Rusko)             |
| 77    | Mike Pandolfo       | Pravé křídlo    | USA       | Buffalo Sabres                                | St. Sebastian's (USHS)               |
| 78    | Peter Nordström     | Levé křídlo     | Švédsko   | Boston Bruins                                 | Farjestads BK (Švédsko)              |
| 79    | Jevgenij Lazarev    | Levé křídlo     | Rusko     | Colorado Avalanche z Washingtonu              | Kitchener Rangers (OHL)              |
| 80    | David Cameron       | Střední útočník | Kanada    | Pittsburgh Penguins z Colorada                | Prince Albert Raiders (WHL)          |
| 81    | Justin Morrison     | Pravé křídlo    | USA       | Vancouver Canucks z Philadelphia              | Colorado College (WCHA)              |
| 82    | Brian Gionta        | Pravé křídlo    | USA       | New Jersey Devils z Pittsburghuh via Edmonton | Boston College (Hockey East)         |
| 83    | Matt Walker         | Obránce         | Kanada    | St. Louis Blues                               | Portland Winter Hawks (WHL)          |
| 84    | Jake McCracken      | Brankář         | Kanada    | Detroit Red Wings                             | Sault Ste. Marie Greyhounds (OHL)    |
| 85    | Geoff Koch          | Levé křídlo     | USA       | Nashville Predators z New Jersey via San Jose | University of Michigan (CCHA)        |
| 86    | Gabriel Karlsson    | Střední útočník | Švédsko   | Dallas Stars                                  | HV71 (Švédsko)                       |

### 4. kolo
| #   | Hráč                                   | Národnost | Tým NHL                                      | Vysokoškolský/juniorský/tehdejší tým |
| --- | -------------------------------------- | --------- | -------------------------------------------- | ------------------------------------ |
| 87  | Alexej Ponikarovskij (Střední útočník) | Ukrajina  | Toronto Maple Leafs z Detroitu via Tampa Bay | Dynamo-2 Moskva (Rusko)              |
| 88  | Kent Sauer (Obránce)                   | USA       | Nashville Predators                          | North Iowa Huskies (USHL)            |
| 89  | Ryan Jardine (Pravé křídlo)            | Kanada    | Florida Panthers                             | Sault Ste. Marie Greyhounds (OHL)    |
| 90  | Regan Darby (Obránce)                  | Kanada    | Vancouver Canucks                            | Tri-City Americans (WHL)             |
| 91  | Josef Vašíček (Střední útočník)        | Česko     | Carolina Hurricanes z Anaheimu               | HC Slavia Praha (Česko)              |
| 92  | Eric Beaudoin (Levé křídlo)            | Kanada    | Tampa Bay Lightning z Calgary                | Guelph Storm (OHL)                   |
| 93  | Tommy Westlund (Pravé křídlo)          | Švédsko   | Carolina Hurricanes z New York Islanders     | Brynas IF (Švédsko)                  |
| 94  | Matthias Trattnig (Střední útočník)    | Rakousko  | Chicago Blackhawks z Toronta                 | University of Maine (Hockey East)    |
| 95  | Andy Burnham (Pravé křídlo)            | Kanada    | New York Islanders                           | Windsor Spitfires (OHL)              |
| 96  | Mikko Jokela (Obránce)                 | Finsko    | New Jersey Devils z Chicaga                  | HIFK (Finsko)                        |
| 97  | Chris Madden (Brankář)                 | USA       | Carolina Hurricanes                          | Guelph Storm (OHL)                   |
| 98  | Rob Davison (Obránce)                  | Kanada    | San Jose Sharks                              | North Bay Centennials (OHL)          |
| 99  | Shawn Horcoff (Střední útočník)        | Kanada    | Edmonton Oilers                              | Michigan State University (CCHA)     |
| 100 | Ryan Van Buskirk (Obránce)             | Kanada    | Phoenix Coyotes                              | Sarnia Sting (OHL)                   |
| 101 | Pjotr Ščastlivij (Levé křídlo)         | Rusko     | Ottawa Senators                              | Lokomotiv Jaroslavl (Rusko)          |
| 102 | Shaun Sutter (Pravé křídlo)            | Kanada    | Calgary Flames z Montrealu                   | Lethbridge Hurricanes (WHL)          |
| 103 | Kip Brennan (Levé křídlo)              | Kanada    | Los Angeles Kings                            | Sudbury Wolves (OHL)                 |
| 104 | Miroslav Zálešák (Pravé křídlo)        | Slovensko | San Jose Sharks z Buffala                    | HC Plastika Nitra (Slovensko)        |
| 105 | Pierre Dagenais (Levé křídlo)          | Kanada    | New Jersey Devils z Los Angeles via Boston   | Rouyn-Noranda Huskies (QMJHL)        |
| 106 | Krys Barch (Pravé křídlo)              | Kanada    | Washington Capitals                          | London Knights (OHL)                 |
| 107 | Chris Corrinet (Levé křídlo)           | USA       | Washington Capitals z Colorada               | Princeton University (ECAC)          |
| 108 | Dany Sabourin (Brankář)                | Kanada    | Calgary Flames                               | Sherbrooke Faucons (QMJHL)           |
| 109 | J.P. Morin (Obránce)                   | Kanada    | Philadelphia Flyers                          | Drummondville Voltigeurs (QMJHL)     |
| 110 | Scott Myers (Brankář)                  | Kanada    | Pittsburgh Penguins                          | Prince George Cougars (WHL)          |
| 111 | Brent Hobday (Levé křídlo)             | Kanada    | Detroit Red Wings                            | Moose Jaw Warriors (WHL)             |
| 112 | Viktor Wallin (Obránce)                | Švédsko   | Anaheim Mighty Ducks z Detroitu              | HV71 (Švédsko)                       |
| 113 | Kristian Antila (Brankář)              | Finsko    | Edmonton Oilers z New Jersey via Toronto     | Ilves Jr. (Finsko)                   |
| 114 | Boyd Kane (Levé křídlo)                | Kanada    | New York Rangers z Dallasu                   | Regina Pats (OHL)                    |

### 5. kolo
| #   | Hráč                                | Národnost | Tým NHL             | Vysokoškolský/juniorský/tehdejší tým |
| --- | ----------------------------------- | --------- | ------------------- | ------------------------------------ |
| 115 | Jay Leach (Obránce)                 | USA       | Phoenix Coyotes     | Providence College (NCAA)            |
| 116 | Josh Blackburn (Brankář)            | USA       | San Jose Sharks     | Lincoln Stars (USHL)                 |
| 117 | Jaroslav Špaček (Obránce)           | Česko     | Florida Panthers    | Farjestads BK (Švédsko)              |
| 118 | Mike Siklenka (Obránce)             | Kanada    | Washington Capitals | Lloydminster Blazers (AJHL)          |
| 119 | Anton But (Útočník)                 | Ukrajina  | New Jersey Devils   | Torpedo-2 Jaroslavl (Rusko)          |
| 120 | Brent Gauvreau (Střední útočník)    | Kanada    | Calgary Flames      | Oshawa Generals (OHL)                |
| 121 | Curtis Rich (Obránce)               | Kanada    | Tampa Bay Lightning | Calgary Hitmen (WHL)                 |
| 122 | Pat Leahy (Pravé křídlo)            | USA       | New York Rangers    | Miami University (Ohio) (NCAA)       |
| 123 | Jiří Dopita (Střední útočník)       | Česko     | New York Islanders  | HC Petra Vsetín (Česko)              |
| 124 | Francis Belanger (Levé křídlo)      | Kanada    | Chicago Blackhawks  | Rimouski Oceanic (QMJHL)             |
| 125 | Erik Wendell (Útočník)              | USA       | Washington Capitals | Maple Grove H.S. (Minn.)             |
| 126 | Morgan Warren (Pravé křídlo)        | Kanada    | Toronto Maple Leafs | Moncton Wildcats (QMJHL)             |
| 127 | Brandon Coalter (Levé křídlo)       | Kanada    | San Jose Sharks     | Oshawa Generals (OHL)                |
| 128 | Paul Elliott (Obránce)              | Kanada    | Edmonton Oilers     | Lethbridge Hurricanes (WHL)          |
| 129 | Robert Schnábel (Obránce)           | Česko     | Phoenix Coyotes     | Red Deer Rebels (WHL)                |
| 130 | Gavin McLeod (Obránce)              | Kanada    | Ottawa Senators     | Kelowna Rockets (WHL)                |
| 131 | Tomáš Klouček (Obránce)             | Česko     | New York Rangers    | HC Slavia Praha (Česko)              |
| 132 | Andrej Baškirov                     | Rusko     | Montreal Canadiens  | Fort Wayne Komets (IHL)              |
| 133 | Joe Rullier (Obránce)               | Kanada    | Los Angeles Kings   | Rimouski Oceanic (QMJHL)             |
| 134 | Rob Scuderi (Obránce)               | USA       | Pittsburgh Penguins | Boston College (NCAA)                |
| 135 | Andrew Raycroft (Brankář)           | Kanada    | Boston Bruins       | Sudbury Wolves (OHL)                 |
| 136 | David Jonsson (Obránce)             | Švédsko   | Vancouver Canucks   | Leksands IF (Švédsko)                |
| 137 | Aaron Goldade (Střední útočník)     | Kanada    | Buffalo Sabres      | Brandon Wheat Kings (WHL)            |
| 138 | Martin Beauchesne (Obránce)         | Kanada    | Nashville Predators | Sherbrooke Faucons (QMJHL)           |
| 139 | Garrett Prosofsky (Střední útočník) | Kanada    | Philadelphia Flyers | Saskatoon Blades (WHL)               |
| 140 | Rick Bertran (Obránce)              | Kanada    | Vancouver Canucks   | Kitchener Rangers (OHL)              |
| 141 | K.C. Timmons (Levé křídlo)          | Kanada    | Colorado Avalanche  | Tri-City Americans (WHL)             |
| 142 | Calle Steen (Útočník)               | Švédsko   | Detroit Red Wings   | Hammarby IF (Švédsko)                |
| 143 | Ryan Flinn (Levé křídlo)            | Kanada    | New Jersey Devils   | Laval Titan College Francais (QMJHL) |
| 144 | Oleg Smirnov (Útočník)              | Rusko     | Edmonton Oilers     | Elektrostal Kristall (WPHL)          |
| 145 | Mikael Samuelsson (Útočník)         | Švédsko   | San Jose Sharks     | Sodertalje SK (Švédsko)              |

### 6. kolo
| #   | Hráč                                | Národnost  | Tým NHL                          | Vysokoškolský/juniorský/tehdejší tým |
| --- | ----------------------------------- | ---------- | -------------------------------- | ------------------------------------ |
| 146 | Sergej Kuzněcov (Střední útočník)   | Rusko      | Tampa Bay Lightning              | Torpedo Jaroslavl 2 (Rusko)          |
| 147 | Craig Brunel (Pravé křídlo)         | USA        | Nashville Predators              | Prince Albert (WHL)                  |
| 148 | Chris Ovington (Obránce)            | Kanada     | Florida Panthers ze San Jose     | Red Deer (WHL)                       |
| 149 | Paul Cabana (Útočník)               | Kanada     | Vancouver Canucks                | Fort McMurray                        |
| 150 | Trent Hunter (Pravé křídlo)         | Kanada     | Anaheim Mighty Ducks             | Prince George                        |
| 151 | Adam Deleeuw (Levé křídlo)          | Kanada     | Detroit Red Wings                | Barrie Colts (OHL)                   |
| 152 | Gordie Dwyer (Levé křídlo)          | Kanada     | Montreal Canadiens z Calgary     | Beauport (QMJHL)                     |
| 153 | Pavel Patera (Levé křídlo)          | Česko      | Dallas Stars z New York Rangers  | AIK Stockholm (Švédsko)              |
| 154 | Allan Rourke (Obránce)              | Kanada     | Toronto Maple Leafs              | Kitchener Rangers (OHL)              |
| 155 | Kevin Clauson (Obránce)             | USA        | New York Islanders               | Western Michigan                     |
| 156 | Kent Huskins (Obránce)              | Kanada     | Chicago Blackhawks               | Clarkson                             |
| 157 | Brad Voth (Obránce)                 | Kanada     | St. Louis Blues z Caroliny       | Medicine Hat (WHL)                   |
| 158 | Jari Viuhkola (Střední útočník)     | Finsko     | Chicago Blackhawks ze San Jose   | Karpat Oulu (Finsko)                 |
| 159 | Trevor Ettinger (Obránce)           | Kanada     | Edmonton Oilers                  | Cape Breton (QHL)                    |
| 160 | Rickard Wallin (Střední útočník)    | Švédsko    | Phoenix Coyotes                  | Farjestad Karlstad Jr. (Švédsko)     |
| 161 | Chris Neil (Pravé křídlo)           | Kanada     | Ottawa Senators z Chicaga        | North Bay (OHL)                      |
| 162 | Andrej Markov (Obránce)             | Rusko      | Montreal Canadiens               | Chimik Voskresensk (Rusko)           |
| 163 | Tomáš Žižka (Obránce)               | Česko      | Los Angeles Kings                | ZPS Zlín (Česko)                     |
| 164 | Aleš Kotalík (Útočník)              | Česko      | Buffalo Sabres                   | České Budějovice Jr. (Česko)         |
| 165 | Ryan Milanovic (Levé křídlo)        | Kanada     | Boston Bruins                    | Kitchener (OHL)                      |
| 166 | Jonathan Pelletier (Brankář)        | Kanada     | Chicago Blackhawks z Washingtonu | Drummondville (QMJHL)                |
| 167 | Alexandr Rjazancev (Obránce)        | Rusko      | Colorado Avalanche               | Victoriaville (QMJHL)                |
| 168 | Antero Niittymäki (Brankář)         | Finsko     | Philadelphia Flyers              | TPS Turku Jr. (Finsko)               |
| 169 | Jan Fadrný (Střední útočník)        | Česko      | Pittsburgh Penguins              | Slavia Praha (Česko)                 |
| 170 | Andrej Tročinskij (Střední útočník) | Kazachstán | St. Louis Blues                  | Usť-Kamenogorsk (Rusko)              |
| 171 | Pavel Dacjuk (Střední útočník)      | Rusko      | Detroit Red Wings                | Avtomobilist Jekatěrinburg (Rusko)   |
| 172 | Jacques Lariviere (Levé křídlo)     | Kanada     | New Jersey Devils                | Moncton (QMJHL)                      |
| 173 | Niko Kapanen (Střední útočník)      | Finsko     | Dallas Stars                     | HPK Hameelinna (Finsko)              |

### 7. kolo
| #   | Hráč                              | Národnost  | Tým NHL                         | Vysokoškolský/juniorský/tehdejší tým |
| --- | --------------------------------- | ---------- | ------------------------------- | ------------------------------------ |
| 174 | Brett Allan (Útočník)             | Kanada     | Tampa Bay Lightning             | Swift Current (WHL)                  |
| 175 | Cam Ondrik (Brankář)              | Kanada     | Philadelphia Flyers z Nashvillu | Medicine Hat (WHL)                   |
| 176 | B. J. Ketcheson (Obránce)         | Kanada     | Florida Panthers                | Peterborough (OHL)                   |
| 177 | Vincent Malts (Pravé křídlo)      | USA        | Vancouver Canucks               | Hull (QMJHL)                         |
| 178 | Jesse Fibiger (Obránce)           | Kanada     | Anaheim Mighty Ducks            | Minnesota-Duluth                     |
| 179 | Nathan Foster (Obránce)           | Kanada     | Washington Capitals z Calgary   | Seattle (WHL)                        |
| 180 | Stefan Lundqvist (Pravé křídlo)   | Švédsko    | New York Rangers                | Brynas Gavle (Švédsko)               |
| 181 | Jonathan Gagnon (Střední útočník) | Kanada     | Toronto Maple Leafs             | Cape Breton (QMJHL)                  |
| 182 | Jevgenij Koroljov (Obránce)       | Rusko      | New York Islanders              | London (OHL)                         |
| 183 | Tyler Arnason (Střední útočník)   | USA        | Chicago Blackhawks              | St. Cloud State                      |
| 184 | Donald Smith (Střední útočník)    | USA        | Carolina Hurricanes             | Clarkson                             |
| 185 | Robert Mulick (Obránce)           | Kanada     | San Jose Sharks                 | Sault Ste. Marie (OHL)               |
| 186 | Mike Morrison (Brankář)           | USA        | Edmonton Oilers                 | U. of Maine                          |
| 187 | Erik Westrum (Střední útočník)    | USA        | Phoenix Coyotes                 | U. of Minnesota                      |
| 188 | Michel Periard (Obránce)          | Kanada     | Ottawa Senators                 | Shawinigan (QMJHL)                   |
| 189 | Andrej Kruchinin (Obránce)        | Kazachstán | Montreal Canadiens              |                                      |
| 190 | Tommi Hannus (Střední útočník)    | Finsko     | Los Angeles Kings               |                                      |
| 191 | Brad Moran (Střední útočník)      | Kanada     | Buffalo Sabres                  | Calgary (WHL)                        |
| 192 | Radek Duda (Pravé křídlo)         | Česko      | Calgary Flames z Bostonuu       | Sparta Praha (Česko)                 |
| 193 | Rastislav Staňa (Brankář)         | Slovensko  | Washington Capitals             | HC Košice (Slovensko)                |
| 194 | Oak Hewer (Střední útočník)       | Kanada     | Tampa Bay Lightning z Colorada  | North Bay (OHL)                      |
| 195 | Tomáš Divíšek (Útočník)           | Česko      | Philadelphia Flyers             | Slavia Praha (Česko)                 |
| 196 | Joel Scherban (Střední útočník)   | Kanada     | Pittsburgh Penguins             | London (OHL)                         |
| 197 | Brad Twordik (Střední útočník)    | Kanada     | St. Louis Blues                 | Brandon (WHL)                        |
| 198 | Jeremy Goetzinger (Obránce)       | Kanada     | Detroit Red Wings               | Prince Albert (WHL)                  |
| 199 | Erik Jensen (Útočník)             | USA        | New Jersey Devils               | Des Moines Jr. A.                    |
| 200 | Scott Perry (Střední útočník)     | USA        | Dallas Stars                    | Boston U.                            |

### 8. kolo
| #   | Hráč                             | Národnost | Tým NHL                        | Vysokoškolský/juniorský/tehdejší tým |
| --- | -------------------------------- | --------- | ------------------------------ | ------------------------------------ |
| 201 | Craig Murray (Střední útočník)   | Kanada    | Montreal Canadiens z Tampy     | U. of Michigan                       |
| 202 | Martin Bartek (Levé křídlo)      | Slovensko | Nashville Predators            | Sherbrooke (QMJHL)                   |
| 203 | Ian Jacobs (Pravé křídlo)        | Kanada    | Florida Panthers               | Ottawa 67's (OHL)                    |
| 204 | Craig Mischler (Střední útočník) | USA       | Vancouver Canucks              | Northeastern U.                      |
| 205 | David Bernier (Pravé křídlo)     | Kanada    | Anaheim Mighty Ducks           | Quebec (QMJHL)                       |
| 206 | Jonas Frögren (Obránce)          | Švédsko   | Calgary Flames                 | Farjestad (Švédsko)                  |
| 207 | Johan Witehall (Levé křídlo)     | Švédsko   | New York Rangers               | Leksand (Švédsko)                    |
| 208 | Jaroslav Svoboda (Pravé křídlo)  | Česko     | Carolina Hurricanes z Toronta  | HC Olomouc (Česko)                   |
| 209 | Frederik Brind'Amour (Brankář)   | Kanada    | New York Islanders             | Sherbrooke (QMJHL)                   |
| 210 | Sean Griffin (Obránce)           | Kanada    | Chicago Blackhawks             | Kingston (OHL)                       |
| 211 | Mark Kosick (Střední útočník)    | Kanada    | Carolina Hurricanes            | U. of Michigan                       |
| 212 | Jim Fahey (Obránce)              | USA       | San Jose Sharks                | Northeastern U.                      |
| 213 | Christian Lefebvre (Obránce)     | Kanada    | Edmonton Oilers                | Granby (QMJHL)                       |
| 214 | Justin Hansen (Pravé křídlo)     | Kanada    | Phoenix Coyotes                | Prince George                        |
| 215 | Dwight Wolfe (Obránce)           | Kanada    | Toronto Maple Leafs z Ottawy   | Halifax (QMJHL)                      |
| 216 | Michael Ryder (Pravé křídlo)     | Kanada    | Montreal Canadiens             | Hull (QMJHL)                         |
| 217 | Jim Henkel (Střední útočník)     | USA       | Los Angeles Kings              | Ottawa 67's (OHL)                    |
| 218 | David Moravec (Levé křídlo)      | Česko     | Buffalo Sabres                 | HC Vítkovice (Česko)                 |
| 219 | Curtis Valentine (Levé křídlo)   | Kanada    | Vancouver Canucks z Bostonu    | Bowling Green U.                     |
| 220 | Mike Farrell (Obránce)           | USA       | Washington Capitals            | Providence U.                        |
| 221 | Daniel Hulak (Obránce)           | Kanada    | Tampa Bay Lightning z Colorada | Swift Current (WHL)                  |
| 222 | Lubomír Pištěk (Pravé křídlo)    | Slovensko | Philadelphia Flyers            | Kelowna (WHL)                        |
| 223 | Sergej Verenkin (Pravé křídlo)   | Rusko     | Ottawa Senators ze San Jose    | Torpedo Jaroslavl (Rusko)            |
| 224 | Mika Lehto (Brankář)             | Finsko    | Pittsburgh Penguins            | Assat Pori (Finsko)                  |
| 225 | Jevgenij Pastuch (Levé křídlo)   | Ukrajina  | St. Louis Blues                | Chimik Voskresensk (Rusko)           |
| 226 | David Petrasek (Obránce)         | Švédsko   | Detroit Red Wings              | HV 71 (Švédsko)                      |
| 227 | Marko Ahosilta (Střední útočník) | Finsko    | New Jersey Devils              | KalPa Kuopio (Finsko)                |
| 228 | Michal Trávníček (Útočník)       | Česko     | Toronto Maple Leafs z Dallasu  | Chemopetrol Litvínov (Česko)         |

### 9. kolo
| #   | Hráč                                    | Národnost | Tým NHL                        | Vysokoškolský/juniorský/tehdejší tým |
| --- | --------------------------------------- | --------- | ------------------------------ | ------------------------------------ |
| 229 | Chris Lyness (Obránce)                  | Kanada    | Tampa Bay Lightning            | Cape Breton (QMJHL)                  |
| 230 | Kārlis Skrastiņš (Obránce)              | Lotyšsko  | Nashville Predators            | TPS Turku (Finsko)                   |
| 231 | Adrian Wichser (Střední útočník)        | Švýcarsko | Florida Panthers               | EHC Kloten (Švýcarsko)               |
| 232 | Jason Metcalfe (Obránce)                | Kanada    | Vancouver Canucks              | London (OHL)                         |
| 233 | Pelle Prestberg (Levé křídlo)           | Švédsko   | Anaheim Mighty Ducks           | Farjestad Karlstad (Švédsko)         |
| 234 | Kevin Mitchell (Obránce)                | USA       | Calgary Flames                 | Guelph (OHL)                         |
| 235 | Jan Mertzig (Obránce)                   | Švédsko   | New York Rangers               | Lulea (Švédsko)                      |
| 236 | Lawrence Nycholat (Obránce)             | Rusko     | Toronto Maple Leafs            | Dynamo-2 Moskva (Rusko)              |
| 237 | Ben Blais (Obránce)                     | USA       | New York Islanders             | Walpole H.S.                         |
| 238 | Alexandre Couture (Levé křídlo)         | Kanada    | Chicago Blackhawks             | Sherbrooke (QMJHL)                   |
| 239 | Brent McDonald (Střední útočník)        | Kanada    | Carolina Hurricanes            | Prince George                        |
| 240 | Andrej Jeršov (Obránce)                 | Rusko     | Chicago Blackhawks ze San Jose | Chimik Voskresensk (Rusko)           |
| 241 | Maxim Spiridonov (Pravé křídlo)         | Rusko     | Edmonton Oilers                | London (OHL)                         |
| 242 | Jason Doyle (Pravé křídlo)              | Kanada    | New York Islanders z Phoenixu  | Sault Ste. Marie (OHL)               |
| 243 | Petr Hubáček (Střední útočník)          | Česko     | Philadelphia Flyers            | Kometa Brno (Česko)                  |
| 244 | Toby Petersen (Střední útočník)         | USA       | Pittsburgh Penguins            | Colorado College                     |
| 245 | Andreas Andersson (Brankář)             | Švédsko   | Mighty Ducks of Anaheim        | HV 71 Jonkoping (Švédsko)            |
| 246 | Rastislav Pavlikovský (Střední útočník) | Slovensko | Ottawa Senators                | Dukla Trenčín (Slovensko)            |
| 247 | Darcy Harris (Pravé křídlo)             | Kanada    | Montreal Canadiens             | Kitchener (OHL)                      |
| 248 | Matthew Yeats (Brankář)                 | Kanada    | Los Angeles Kings              | Old Jr. A.                           |
| 249 | Edo Terglav (Pravé křídlo)              | Slovinsko | Buffalo Sabres                 | Baie Comeau (QMJHL)                  |
| 250 | Radek Matějovský (Pravé křídlo)         | Česko     | New York Islanders z Bostonuu  | Slavia Praha (Česko)                 |
| 251 | Blake Evans                             | Kanada    | Washington Capitals            | Tri City (WHL)                       |
| 252 | Martin Cibák (Střední útočník)          | Slovensko | Tampa Bay Lighting z Colorada  | Medicine Hat (WHL)                   |
| 253 | Bruno St. Jacques (Obránce)             | Kanada    | Philadelphia Flyers            | Baie Comeau (QMJHL)                  |
| 254 | Matt Hussey (Střední útočník)           | USA       | Pittsburgh Penguins            | Avon Old Farms H.S.                  |
| 255 | Johnny Pohl (Střední útočník)           | USA       | St. Louis Blues                | U. of Minnesota                      |
| 256 | Petja Pietilainen (Střední útočník)     | Finsko    | Detroit Red Wings              | Saskatoon (WHL)                      |
| 257 | Ryan Held (Střední útočník)             | Kanada    | New Jersey Devils              | Kitchener (OHL)                      |
| 258 | Sergej Skrobot (Obránce)                | Rusko     | Philadelphia Flyers z Dallasu  | Dynamo-2 Moskva (Rusko)              |